# 百福
百福(Momofuku)は、2008年に発表されたエルヴィス・コステロ・アンド・ザ・インポスターズのアルバム。アルバム名はインスタントラーメンの生みの親で、日清食品創業者安藤百福の名から付けられた。

## 収録曲
1. ノー・ハイディング・プレイス - No Hiding Place
2. アメリカン・ギャングスター・タイム - American Gangster Time
3. ターペンタイン - Turpentine
4. ハリー・ワース - Harry Worth
5. ドラム・アンド・ボーン - Drum And Bone
6. フラター・アンド・ワウ - Flutter And Wow
7. ステラ・ハート - Stella Hurt
8. ミスター・フェザース - Mr. Feathers
9. マイ・スリー・サンズ - My Three Sons
10. ソング・ウィズ・ローズ - Song With Rose
11. パードン・ミー・マダム、マイネーム・イズ・イヴ - Pardon Me Madam, My Name Is Eve
12. ゴー・アウェイ - Go Away